# سد میتمار
سد میتمار (به لاتین: Midmar Dam) یک سد در آفریقای جنوبی است که در Howick, KwaZulu-Natal واقع شده‌است.